# 瑶池
瑶池（ようち）とは、中国神話における伝説の池。西の彼方・崑崙山（こんろんさん）の上にある瑶池は、西王母（瑶池金母）の住むところである。西池（せいち）または玉池（ぎょくち）とも書いたのである。
「瑶」自体に美玉の意があり、『史記』や『穆天子伝』においては「玉の池」とは記されていないものの、崑崙山が美玉を産することで有名。
呂熊の『通俗大明女仙伝』（原題：『女仙外史』）によれば、瑶池は東天の西偏にあり、西池とも言い、瑶池の水は下界の水ではなく、融成玉（美玉のひとつ）の精髄を溶かして水に変え、溶けてゆらゆらして、まるで酒漿のようである。それは五行思想の金生水（金は水を生じる）と関連づけられている。
昔、周の穆王が西に巡符した際、瑶池は穆王が西王母と会い酒宴を催したところと言われる。神話では、西王母の誕生祝いである蟠桃会に参加するため、招かれた神々と仙官たちは瑶池に赴いている。また、西王母と同一視された斗母元君は、玉池の中で沐浴し、玉池によって化生した九つの金蓮から九人の子を生んだ。
天池、青海湖、黒海などは西王母の瑶池とされる。